# Beethoven 2
Beethoven 2 (Beethoven's 2nd) je americká rodinná komedie, navazující na film Beethoven z roku 1993. Druhý díl byl natočen díky velkému úspěchu prvního dílu.
Jedna z písní filmu The Day I Fall in Love Dolly Parton a Jamese Ingrama byla nominovaná na Oscara, Zlatý glóbus a Grammy v kategorii Nejlepší filmová píseň.

## Děj
Beethoven si na začátku filmu nalezne svou vyvolenou, bernardýnku Missy, se kterou se potuluje po městě. Missiny vlastníci se rozvádějí a Missy se stává obětí rozvodových tahanic mezi svým opravdovým pánem Brillem a jeho manželkou Reginou. Ta psy nemá ráda, Missy si ponechává jen, aby od Brilla získala peníze.
Po deseti týdnech se Beethovenovi a Missy narodí čtyři štěňata. Ta jsou objevena Tedem a Emily. Regina je chce nechat utopit. To Ted a Emily uslyší a štěňata si odvedou domů. Regina, která se mezitím rozhodla, že je prodá, je rozčílená, když zjistí, že jsou pryč.
Ryce, Ted a Emily se sami starají o všechna štěňata, krmí je i v noci. Toho si postupně všimne jejich máma Alice, během jedné rodinné večeře uslyší zvuky štěňat i George. Ten se zpočátku nechce štěňat ujmout, ale po nátlaku dětí souhlasí s jejich přítomností. Děti dají štěňatům jména: Dolly, Chubby, Mo a Čajkovskij (ten je pojmenovaný po vzoru svého otce po hudebním skladateli).
Rodina se vydá na chatu v horách, kam s sebou vezmou i štěňata. Ryce tam zklame hoch, do kterého je zamilovaná, ale hned pozná dalšího. Na místní slavnosti se objeví i Regina se svým přítelem Floydem. Všimnou si dětí se štěňaty a vezmou si je s tím, že na ně mají právo majitelé matky. Mezitím ale Beethoven osvobodí Missy z auta a utečou spolu do hor. Regina a Floyd použijí štěňata k tomu, aby je našla. Za nimi se vydají i Newtonovi, aby získali štěňata i Beethovena zpět. Po malém souboji v horách spadnou Regina s Floydem do řeky a Newtonovi osvobodí Beethovena, Missy i jejich děti. Missy se vrátí ke svému pánovi Brillovi, štěňata zůstanou u Newtonů.

## Obsazení
| Charles Grodin      | George Newton    |
| Bonnie Hunt         | Alice Newtonová  |
| Nicholle Tom        | Ryce Newtonová   |
| Christopher Castile | Ted Newton       |
| Sarah Rose Karr     | Emily Newtonová  |
| Debi Mazar          | Regina           |
| Chris Penn          | Floyd            |
| Ashley Hamilton     | Taylor Devereaux |
| Danny Masterson     | Seth             |
| Kevin Dunn          | Brillo           |